# Model Spy
Model Spy is de veertiende aflevering van de televisieserie Captain Scarlet and the Mysterons, een sciencefictionserie waarin gebruikgemaakt wordt van de poppenspeltechniek supermarionation. De aflevering werd voor het eerst uitgezonden op ATV Midlands in Engeland op 29 december 1967. Qua productievolgorde was het echter de achttiende aflevering.

## Verhaal
Twee modellen, Helga en Gabrielle, zijn met een trein op weg naar Monte Carlo. Onderweg ontspoort de trein om onbekende reden en crasht onder aan een heuvel. Direct daarna verschijnen Mysteronringen, en reconstrueren de twee vrouwen boven aan de heuvel.
Via een radiobericht laten de Mysterons weten dat ze Andre Verdain, een obscure Franse stilist, zullen vermoorden. Het Cloudbasepersoneel is zwaar verbaasd over deze beslissing. Ondertussen krijgt het slachtoffer in Monte Carlo te horen over het treinongeluk. De Mysteron-Helga en Gabrielle komen binnen, en verklaren dat ze op het laatste moment hadden besloten het vliegtuig te nemen en dus niet in de trein zaten.
In Cloudbase onthult Colonel White dat Verdain in werkelijkheid een undercoveragent is. Hij beheert enkele operaties vanuit Parijs, en als hij zou worden vermoord zou de hele Europese Geheime Dienst instorten. Erger nog: iemand die sterk leek op Captain Black is reeds gezien in Europa. Verdain zal volgende week in Monte Carlo een modeshow organiseren. Scarlet, Blue, Destiny en Symphony moeten Verdain beschermen zonder hem te ontmaskeren. Scarlet zal zich voordoen als een PR officier, Blue als een fotograaf, en Destiny en Symphony als modellen.
De Spectrumagenten arriveren in Veradains kantoor. Verdain is zich niet bewust van het gevaar, maar Scarlet houdt vol dat hij bodyguards nodig heeft. De volgende dag geniet Verdain van een feestje op zijn jacht samen met enkele modellen. Helga verzoekt tot een tochtje rondom de baai, en Gabrielle vertrekt naar haar hut om iets te halen. Symphony volgt haar, maar wordt door Helga afgeleid. Hierdoor krijgt Gabrielle de kans om een brandstoftank openzet in de machinekamer.
Verdain vaart op grote snelheid weg van de kust, zich niet bewust dat er brandstof in de motors lekt. De brandstof ontbrandt, en de geur van de brand trekt Scarlets aandacht. Hij kan nog net iedereen van boord laten gaan voordat het schip ontploft.
De volgende dag uit Scarlet zijn bezorgdheid over de situatie. Hoewel hun Mysterondetector werd vernietigd samen met het jacht, verdenkt hij Gabrielle omdat zij in de buurt van de machinekamer is geweest vlak voor de brand. Verdain is het met hem eens dat het gevaarlijk is die nacht de geplande receptie te houden, maar wil desondanks toch doorgaan met het plan.
Tijdens de receptie vlak voor de modeshow doet Scarlet een speciaal middeltje in Verdains drinken. Dit middeltje doet dienst als zender, waardoor Scarlet en zijn collega’s altijd weten waar Verdain is. Ondertussen arriveert Black op het dak van het gebouw, en laat zich zakken via een platform. Scarlet ziet hem, en ook dat Black een geweer door het open raam richt. Helga doet het licht uit en Verdain wordt neergeschoten met een verdovingspijl. Black en Helga ontsnappen met hun bewusteloze slachtoffer in de verwarring die ontstaat, en gaan ervandoor in een auto.
De lichten gaan weer aan en Scarlet confronteert Gabrielle met het feit dat zij en Helga niet met het vliegtuig konden zijn gekomen omdat het vliegveld van Parijs ten tijde van hun vertrek was gesloten vanwege mist. Hij gaat vervolgens achter Black aan in een Cabriolet terwijl Blue een SPV regelt, en Destiny en Symphony een helikopter. De Angels sporen Verdain op via het zendertje, en leiden Scarlet naar de juiste plek. Black gooit echter een explosief op de weg en Scarlets wagen crasht. Hij wordt opgehaald door Blue. Helga en Black willen hun slachtoffer meenemen naar een eiland verderop, maar krijgen te horen dat de politie een wegblokkade heeft opgezet. Helga gooit Verdain uit de wagen, waarna deze in het niets verdwijnt. De SPV arriveert en Scarlet verklaart dat de Mysterons krachten hebben die het menselijk vermogen te boven gaan.
Terug in Verdains huis bedankt Verdain het spectrumpersoneel.

## Rolverdeling

### Reguliere stemacteurs
- Captain Scarlet — Francis Matthews
- Captain Blue — Ed Bishop
- Colonel White — Donald Gray
- Lieutenant Green — Cy Grant
- Destiny Angel — Liz Morgan
- Symphony Angel — Janna Hill
- Captain Black — Donald Gray
- Stem van de Mysterons — Donald Gray

### Gastrollen
- Andre Verdain — Jeremy Wilkin
- Helga — Liz Morgan
- Gabrielle — Sylvia Anderson
- Commissionaire — Jeremy Wilkin

## Fouten
- Er wordt niet onthuld wat er met Gabrielle en Helga is gebeurd na deze aflevering. Gabrielle bleef achter in Verdaines huis toen Scarlet, Blue en de Angels de achtervolging op Helga en Black inzetten, en Helga verdween samen met Black. Geen van beide dook weer op in een latere aflevering.
- Scarlet kan het normaal altijd aanvoelen wanneer er Mysterons in de buurt zijn, maar dit keer merkte hij niets terwijl hij lange tijd in de buurt was van twee Mysteronagenten.

## Trivia
- Het model van de Monte Carlo baai is gelijk aan die uit de Thunderbirds aflevering "The Man From MI.5" en de Joe 90 aflevering "The Race".
- In deze aflevering werden de volledige echte namen van Scarlet en Blue onthult.